# Tlenek tytanu(IV)
Tlenek tytanu(IV), biel tytanowa, TiO
2 – nieorganiczny związek chemiczny, tlenek tytanu na IV stopniu utlenienia.

## Otrzymywanie
Otrzymywany może być metodą siarczanową lub chlorkową.
W metodzie siarczanowej surowcem był pierwotnie ilmenit; obecnie zwykle wykorzystuje się żużel bogaty w tytan. W obu przypadkach stosuje się działanie kwasem siarkowym w celu uzyskania siarczanu tytanylu (TiOSO
4), np. :
FeTiO
3 + 2H
2SO
4 → TiOSO
4 + FeSO
4 + H
2O
TiOSO
4 oddziela się i poddaje hydrolizie do uwodnionego tlenku, który następnie wypraża się w temp. ok. 1000 °C w celu uzyskania produktu o odpowiedniej wielkości ziaren.
W metodzie chlorkowej poza ilmenitem i żużlem wykorzystuje się też inne minerały bogate w tytan, leukoksen i rutyl. Surowiec miesza się ze źródłem węgla i praży w obecności chloru, uzyskując gazowy TiCl
4. Produkt ten izoluje się w czystej formie i poddaje utlenieniu tlenem do końcowego produktu. Powstający równocześnie chlor jest zawracany do pierwszego etapu:
TiCl
4 + O
2 → TiO
2↓ + 2Cl
2

## Właściwości
Dwutlenek tytanu występuje naturalnie w trzech odmianach polimorficznych: jako minerały rutyl i anataz o strukturze tetragonalnej oraz rombowy brukit. Dwie ostatnie przechodzą w najtrwalszy rutyl powyżej temperatury 800–900 °C.
Dwutlenek tytanu jest najpowszechniejszym i najtrwalszym tlenkiem tytanu. Jest to biały proszek o temperaturze topnienia ok. 1830 °C i temperaturze wrzenia ok. 2500 °C. Ma właściwości amfoteryczne – reaguje ze stężonym kwasem siarkowym, a stapiany z wodorotlenkami, węglanami lub tlenkami innych metali przechodzi w tytaniany. Nie jest rozpuszczalny w wodzie.
W układzie tytan-tlen istnieje szereg niższych tlenków o ogólnym wzorze TinO2n–1 dla n = 4–10 (fazy Mangnèliego).
TiO2 charakteryzuje się:
- pasmem walencyjnym utworzonym przez funkcje falowe 2p jonów tlenu;
- przerwą energetyczną wynoszącą 3–3,2 eV;
- pasmem przewodnictwa utworzonym przez funkcje falowe 3d tytanu;
- wysokim współczynnikiem załamania światła w granicach 2,616–2,903 (wyższy niż dla diamentu);
- niską absorpcją optyczną w zakresie widzialnym;
- dobrą stabilnością chemiczną;
- dużą odpornością chemiczną;
- wysoką twardością wynoszącą około 6 w skali Mohsa;
- wysoką przenikalność elektryczną (120 dla rutylu);
- wysoką rezystancją, czyli oporem elektrycznym.

## Zastosowanie
W Unii Europejskiej TiO
2 był dopuszczony jako dodatek do żywności o numerze E171.  W 2019 r. rząd francuski podjął decyzję o zakazie jego stosowania od 2020 r. jako dodatku do żywności ze względu na brak wystarczających dowodów, że jego spożywanie jest bezpieczne dla zdrowia. W 2021 r. eksperci z European Food Safety Authority (EFSA) zmienili swoją opinię z 2016 r. i także uznali, że nie jest on w pełni bezpieczny i w roku 2022 jego stosowanie w żywności zostało zakazane, zezwolono natomiast na jego dalsze stosowanie w produktach medycznych, o ile nie istnieje bezpieczniejszy odpowiednik.
W nowoczesnych technologiach znajduje on zastosowanie do wytwarzania:
- fotoanod do fotorozkładu wody;
- fotoanod do fotochemicznego rozkładu związków organicznych;
- fotokatalizatorów do odzysku i usuwania metali ciężkich;
- katalizatorów powodujących fotorozkład zanieczyszczeń środowiska (NOx);
- tanich ogniw słonecznych;
- katalizatorów heterogenicznych;
- powłok szkieł samoczyszczących i zapobiegających parowaniu;
- środków powodujących krystalizację szkła;
- wnętrz światłowodów;
- warstw do filtrów optycznych i interferencyjnych;
- luster laserów;
- membran separujących gazy;
- filtrów antybakteryjnych;
- filtrów do usuwania zanieczyszczeń organicznych z wody;
- sensorów kontrolujących stosunek paliwo/powietrze w samochodowych silnikach spalinowych (sondy lambda);
- sensorów wilgoci;
- niskotemperaturowych sensorów tlenu;
- wysokotemperaturowych sensorów pH;
- warystorów;
- kondensatorów.

Jest również stosowany w tradycyjny już sposób jako pigment (biel tytanowa) do produkcji papieru, żywności, tworzyw sztucznych, kosmetyków, farmaceutyków, porcelany, farb i emalii oraz jako stabilizator koloru szkliw.

## Charakterystyka fotochemiczna
Właściwości fotoelektrochemiczne TiO2 związane są z absorpcją promieniowania. Dwutlenek tytanu charakteryzuje się wysoką absorpcją w zakresie UV i dochodzącą do zaledwie kilku procent absorpcją promieniowania w zakresie widzialnym ViS. Aby zwiększyć zakres absorpcji światła w zakresie widzialnym, co ma zasadnicze znaczenie w ogniwach słonecznych oraz w fotorozkładzie wody, trwają nieustanne prace nad modyfikacją jego właściwości.

## Zagrożenia
TiO
2 w formie nanocząstek może powodować zagrożenia dla zdrowia osób przewlekle narażonych na jego wdychanie. W badaniach na zwierzętach stwierdzono wzrost ryzyka wystąpienia nowotworów oraz negatywny wpływ na rozwój płodu i funkcjonowanie układu rozrodczego u osobników narażonych na nano-TiO
2. Nie ma jednak dowodów naukowych potwierdzających występowanie tego typu negatywnych efektów u ludzi.